# Sites mégalithiques du Gers
Les sites mégalithiques du Gers ont tous, ou presque, été détruits. Selon Alain Beyneix, il n'en demeurait plus que deux en 2007 : le dolmen d'Hourès à Lagraulet-du-Gers mais dont l'authenticité est controversée, et le menhir du Busca à Mansencôme.

## Tentative d'inventaire
Les tentatives d'inventaire reposent principalement sur les écrits du préhistorien Ludovic Mazéret datant du début du XXe siècle où «les indications sont souvent laconiques, imprécises et parfois erronées, mais les rares descriptions qui figurent dans ces articles paraissent plutôt fiables».
| Nom usuel                              | Commune           | Remarque              | Protection      | Coordonnées | Illustration |
| -------------------------------------- | ----------------- | --------------------- | --------------- | ----------- | ------------ |
| Mégalithe de Bonas                     | Bonas             | menhir probable       | disparu         |             |              |
| Alignement de Rieupeyrous              | Castelnau-d'Auzan |                       | disparu         |             |              |
| Dolmen du Jaulé                        | Castelnau-d'Auzan |                       | détruit         |             |              |
| Alignement de Fourcès                  | Fourcès           |                       | disparu         |             |              |
| Dolmen d'Hourès                        | Lagraulet-du-Gers | douteux               |                 |             |              |
| Croutz de la Peyro                     | Marsolan          | menhir christianisé ? |                 |             |              |
| Dolmen du Bois de la source de Taillan | Marsolan          |                       | détruit en 1880 |             |              |
| Menhir du Busca                        | Mansencôme        |                       |                 |             |              |
| Dolmen de Loumourt                     | Maupas            |                       | démantelé       |             |              |
| Tumulus de la Cave                     | Mormès            |                       | détruit         |             |              |
| Peyro sacrado                          | Sempesserre       | menhir                | détruit         |             |              |
| Tumuli de la Cave                      | Toujouse          |                       | détruits        |             |              |
| Dolmen et menhir de Maison de Lahitte  | Toujouse          |                       | détruits        |             |              |